# 亚历山大·卡梅申
亚历山大·尼古拉耶维奇·卡梅申（烏克蘭語：Олександр Миколайович Камишін），乌克兰政治人物，于2023年3月21日至2024年9月5日担任乌克兰战略工业部部长。他也于2021年至2023年间担任乌克兰铁路公司首席执行官。